# Sulfonamidy
Sulfonamidy jsou chemické sloučeniny obsahující sulfonamidovou skupinu, funkční skupinu se vzorcem -S(=O)2-NH, v podstatě aminovou skupinu spojenou se sulfonylovou. Obecný vzorec sloučenin je RSO2NH2. Jsou jen málo reaktivní a dusíkový atom nevykazuje zásaditost, rozštěpení vazby S-N je obtížné. Nízká reaktivita způsobuje, že sulfonamidy jsou často krystalické a lze je tak připravit přeměnou aminu na derivát, který může být identifikován pomocí teploty tání. Sulfonamidová skupina je obsažena v molekulách mnoha léčiv.

## Příprava
Sulfonamidy, jako například sulfonylmethylamid, lze laboratorně připravit několika způsoby. Jedním z nich je reakce sulfonylhalogenidů s aminy:
RSO2Cl + R2NH → RSO2NR2 + HCl
Jako zdroj sulfonylhalogenidové skupiny je možné použít například tosylchlorid.
K neutralizaci vznikající kyseliny chlorovodíkové se používá například pyridin.
Reakce primárních a sekundárních aminů s benzensulfonylchloridem je základem Hinsbergovy reakce, která slouží k odlišení primárních a sekundárních aminů od terciárních.

## Sultamy
Cyklické sulfonamidy se nazývají sultamy. K biologicky aktivním sultamům patří mimo jiné protizánětlivé léčivo ampiroxicam a antikonvulzivum sultiam. Sultamy se připravují podobně jako necyklické sulfonamidy, protože sulfonové kyseliny mohou být deprotonovány pomocí aminů. Často se používá oxidacedisulfidů nebo thiolů navázaných na aminy. Další možnost spočívá v tom, že se nejprve připraví lineární sulfonamid a poté se provede reakce vedoucí k tvorbě vazeb C-C (cyklizace); tento postup se využívá například při přípravě sultamů používaných jako zdroje modrého světla v organickoelektronických zařízeních.

Sloučeniny na bázi Sulfonamidu
Sulfanilamid, sloučenina, jejíž objev předcházel objevu sulfonamidových antibiotik
Sulfamethoxazol, často používané antibiotikum.
Ampiroxicam je sultam používaný k léčbě zánětů.
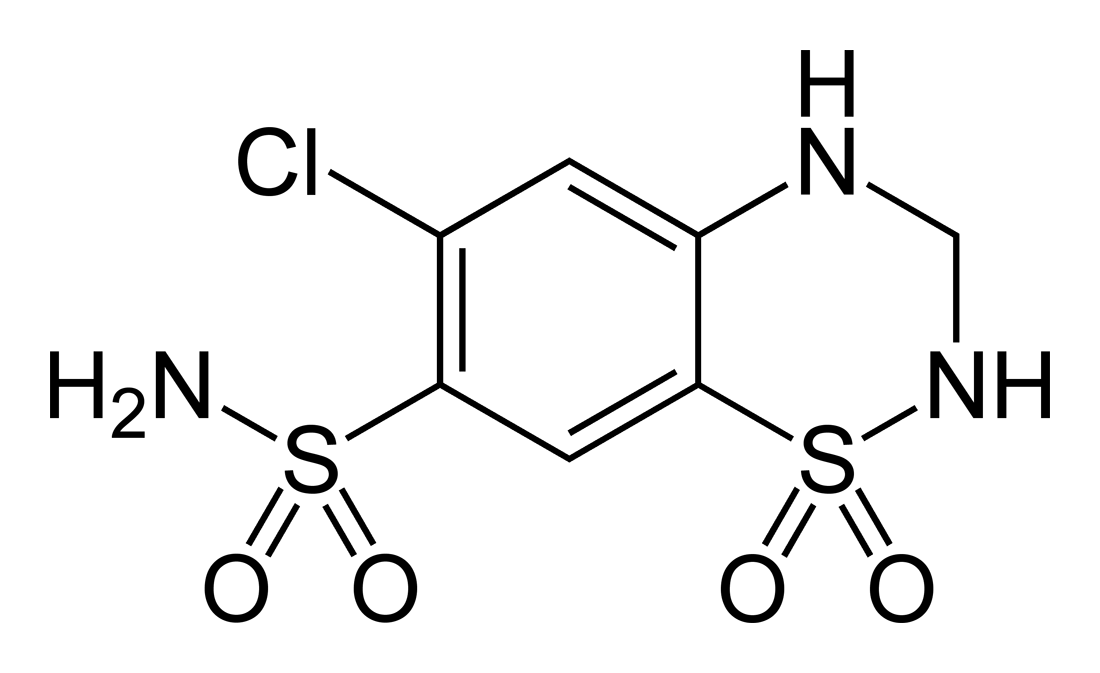
Hydrochlorthiazid má v molekule jak necyklické, tak i cyklické sulfonamidové skupiny.
Kamforsultam je sultam používaný jako chirální pomocník v organické syntéze.

## Sulfinamidy
Sulfinamidy (R(S=O)NHR) jsou sloučeniny podobné sulfonamidům, jde o amidy sulfinových kyselin (R(S=O)OH). chirální sulfinamidy jako terc-butansulfinamid, p-toluensulfinamid a 2,4,6-trimethylbenzensulfinamid nacházejí využití při asymetrická syntéze.

## Disulfonimidy
Bis(trifluormethansulfonyl)anilin se používá jako zdroj triflylové skupiny (CF3SO2+).
Disulfonimidy jsou sloučeniny s obecným vzorcem R-S(=O)2-N(H)-S(=O)2-R', v molekulách mají na amin napojené dvě sulfonylové skupiny.
Tyto látky se, stejně jako sulfinamidy, používají v organické syntéze.